# Cereus trigonodendron
Cereus trigonodendron ist eine Pflanzenart in der Gattung Cereus aus der Familie der Kakteengewächse (Cactaceae). Das Artepitheton trigonodendron bedeutet ‚dreikantiger Baum‘.

## Beschreibung
Cereus trigonodendron wächst baumförmig mit bis zu 20 parallelen, aufrechten Trieben und erreicht Wuchshöhen von 10 bis 15 Meter. Es wird ein kurzer Stamm von 20 bis 25 Zentimetern Durchmesser ausgebildet. Die säulenförmigen, bläulich graugrünen Triebe weisen Durchmesser von 10 bis 15 Zentimeter auf, selten schon ab 5 Zentimeter. Es sind drei bis fünf, selten auch sechs, schmal flügelartige Rippen vorhanden. Die darauf befindlichen Areolen stehen etwa 2,5 Zentimeter voneinander entfernt und sind mit wenig graubrauner Wolle besetzt. Die aus ihnen entspringenden sieben bis neun, steifen, stechenden Dornen sind anfangs braun bis schwarz und später grau bis gelblich. Sie sind 3 bis 35 Millimeter lang. Ein bis drei Dornen sind länger als die restlichen.
Die Blüten sind 15 bis 16 Zentimeter lang und erreichen Durchmesser von 7 bis 8 Zentimeter. Ihre grüne Blütenröhre ist nach oben hin trichterförmig erweitert. Sie ist 11 Zentimeter lang und mit wenigen Schuppen besetzt. Die äußeren Blütenhüllblätter sind rot bis rotbraun, die inneren weiß. Die bis zu 5,5 bis 7 Zentimeter langen glatten, gelben Früchte besitzen Durchmesser von 5 bis 6 Zentimeter. Sie sind eiförmig bis fast kugelförmig und enthalten ein glasig weißes Fruchtfleisch. Die in den Früchten enthaltenen matt schwarzen Samen sind nierenförmig und stark gehöckert.

## Verbreitung, Systematik und Gefährdung
Cereus trigonodendron ist in der peruanischen Region San Martín im Gebiet von Tarapoto verbreitet.
Die Erstbeschreibung wurde 1913 von Friedrich Karl Johann Vaupel veröffentlicht.
In der Roten Liste gefährdeter Arten der IUCN wird die Art als „Least Concern (LC)“, d. h. als nicht gefährdet geführt.

## Nachweise